# Nozomi Tanaka
Nozomi Tanaka (Ono, Hyōgo; 4 de septiembre de 1999) es una atleta de fondo japonesa especializada en media y larga distancia. Representó a Japón en el Campeonato Mundial de Atletismo de 2019 de Doha (Catar), compitiendo en los 5000 metros. Es poseedora del récord japonés en los 1500 metros y 3000 metros femeninos.

## Carrera deportiva
Debutó profesionalmente en el año 2014, participando en diversos torneos nacionales en Japón en las categorías Sub-18. En 2016 comienza a tener mayor presencia en la escena internacional, estrenándose ese año en el Campeonato Europeo de Atletismo Sub-20 que tuvo lugar en Bydgoszcz (Polonia), donde participó en la modalidad de 3000 metros femeninas, de la que acabó octava con un tiempo de 9:01,16 minutos.
En 2018, corrió en el Campeonato Asiático de Atletismo Júnior que se celebró en su país, en la ciudad de Gifu, en la que lograría uno de sus primeros oros en los 3000 metros, con un tiempo de 8:54,01 minutos. Repetiría podio y redondearía el ejercicio con un segundo oro en el Campeonato Mundial de Atletismo Sub-20 de Tampere (Finlandia), también en los 3000 metros, pero con una marca de 9:04,36 minutos, cerca de 10 segundos más que la cita nipona.
Para 2019 correría en Doha (Catar) en dos ocasiones, al comienzo y al final de la temporada. La primera prueba en suelo catarí fue por el Campeonato Asiático de Atletismo, donde terminó quinta en los 5000 metros con un tiempo de 15:44,59 minutos. La segunda prueba árabe -tercera general- fue en octubre, en el Campeonato Mundial de Atletismo, también en los 5 kilómetros de carrera, donde acabó decimocuarta con 15:00,01 minutos para llegar a meta. Entremedias, viajó a Aarhus (Dinamarca) para correr en el Campeonato Mundial de Campo a Través la prueba de 10 km, que terminó en 39:27 minutos, quedando la trigésimo novena en la general.
El inicio de la pandemia de coronavirus resultó en la cancelación de gran parte de la temporada atlética de 2020, y los Juegos Olímpicos de Tokio se retrasaron un año completo. Con el nuevo curso deportivo en 2021, Tanaka era seleccionada por el comité atlético nipón para representar a su país en sus primera experiencia olímpica, máxime al ser una cita en casa. Compitió en dos categorías: 1500 metros y 5000 metros. En la mañana del 2 de agosto corrió la carrera clasificatoria de los 1500 metros en la tercera serie, acabando cuarta con un tiempo de 4:02,33 minutos, entrando en la semifinal. Dos días más tarde, en la primera serie de la semifinal, terminó quinta en la misma, cerrando los puestos directos de clasificación a la final, con un tiempo de 3:59,19 minutos, suponiendo su mejor récord personal hasta la fecha. Ya en la final, terminó octava, con otra carrera por debajo de los cuatro minutos, concretamente 3:59,95 minutos. En la segunda, no superaba la ronda clasificatoria, donde fue sexta en la segunda carrera, con 14:59,93 minutos.

## Resultados por competición

### Por temporada
| Representando a Japón | Representando a Japón                   | Representando a Japón | Representando a Japón | Representando a Japón | Representando a Japón |
| --------------------- | --------------------------------------- | --------------------- | --------------------- | --------------------- | --------------------- |
| Año                   | Competición                             | Lugar                 | Puesto                | Modalidad             | Marca (min.)          |
| 2016                  | Campeonato Europeo de Atletismo Sub-20  | Bydgoszcz             | 8.ª                   | 3000 metros           | 9:01,16 min.          |
| 2017                  | Campeonato Asiático de Atletismo        | Bhubaneswar           | 4.ª                   | 1500 metros           | 4:20,43 min.          |
| 2017                  | DécaNation                              | Angers                | 3.ª                   | 2000 metros           | 5:53,47 min.          |
| 2018                  | Campeonato Asiático de Atletismo Júnior | Gifu                  | 1.ª                   | 3000 metros           | 8:54,01 min.          |
| 2018                  | Campeonato Mundial de Atletismo Sub-20  | Tampere               | 1.ª                   | 3000 metros           | 9:04,36 min.          |
| 2019                  | Campeonato Asiático de Atletismo        | Doha                  | 5.ª                   | 5000 metros           | 15:44,59 min.         |
| 2019                  | Campeonato Mundial de Campo a Través    | Aarhus                | 39.ª                  | 10 km                 | 39:27 min.            |
| 2019                  | Campeonato Mundial de Atletismo         | Doha                  | 14.ª                  | 5000 metros           | 15:00,01 min.         |
| 2021                  | Juegos Olímpicos                        | Tokio                 | 8.ª                   | 1500 metros           | 3:59,95 min.          |
| 2021                  | Juegos Olímpicos                        | Tokio                 | 6.ª (H2)              | 5000 metros           | 14:59,93 min.         |
| 2022                  | Campeonato Mundial de Atletismo         | Eugene                | 6.ª (SF2)             | 1500 metros           | 4:05,79 min.          |

### Mejores marcas
| Disciplina                    | Marca         | Lugar    | Fecha                   |
| ----------------------------- | ------------- | -------- | ----------------------- |
| 800 metros lisos (exterior)   | 2:03,19 min.  | Fukuroi  | 3 de mayo de 2021       |
| 1500 metros lisos (exterior)  | 3:59,19 min.  | Tokio    | 4 de agosto de 2021     |
| 2000 metros lisos (exterior)  | 5:53,47 min.  | Angers   | 9 de septiembre de 2017 |
| 3000 metros lisos (exterior)  | 8:40,84 min.  | Abashiri | 10 de julio de 2021     |
| 5000 metros lisos (exterior)  | 14:59,93 min. | Tokio    | 30 de julio de 2021     |
| 10000 metros lisos (exterior) | 31:59,89 min. | Kyoto    | 17 de enero de 2021     |